# I Live My Life for You
Singles de FireHouse
Sleeping with You
(1992)
I Live My Life for You est le huitième single du groupe FireHouse sorti en 1995.

## Liste des pistes
| No | Titre                  | Durée |
| -- | ---------------------- | ----- |
| 1. | I Live My Life for You | 4:24  |

## Classement
| Classement (1995)                     | Meilleur position |
| ------------------------------------- | ----------------- |
| États-Unis (Hot 100)[réf. nécessaire] | 26                |